# HD 86321
HD 86321，又名BD+84 225，SAO 1637、HR 3934，是一颗恒星，视星等为6.37，位于銀經127.59，銀緯31.66，其B1900.0坐标为赤經9h 52m 36.9s，赤緯+84° 31.66′ 4″。